# Porto Princesa
Porto Princesa (em castelhano: Puerto Princesa) é um cidade de  primeira classe de renda da cidade (d) na província de Palauã, nas Filipinas. De acordo com o censo de 1 de maio  de  2020 possui uma população de 307 079 pessoas e 82 134 domicílios.

## Galeria de imagens

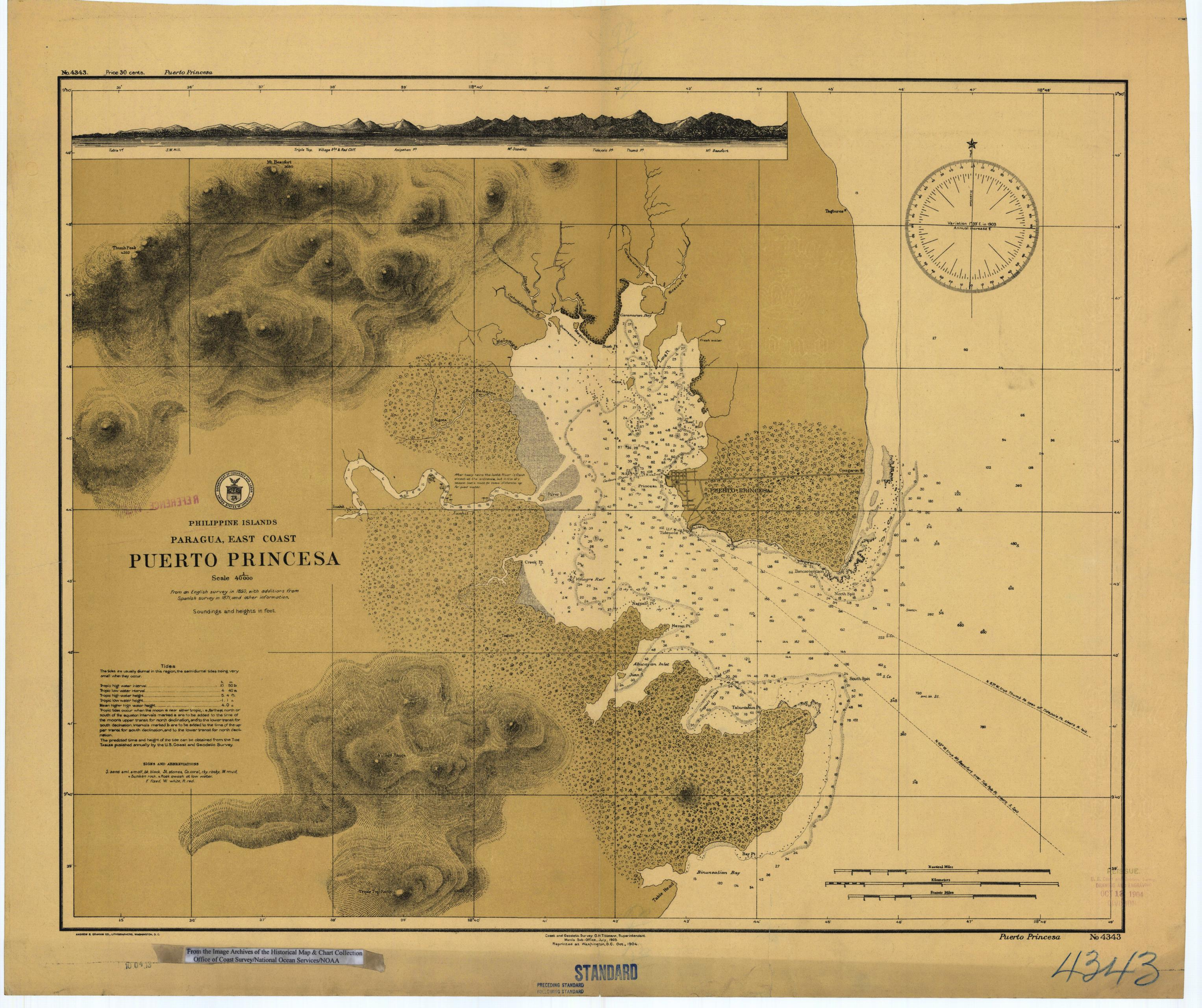
Mapa de Porto Princesa em 1904.
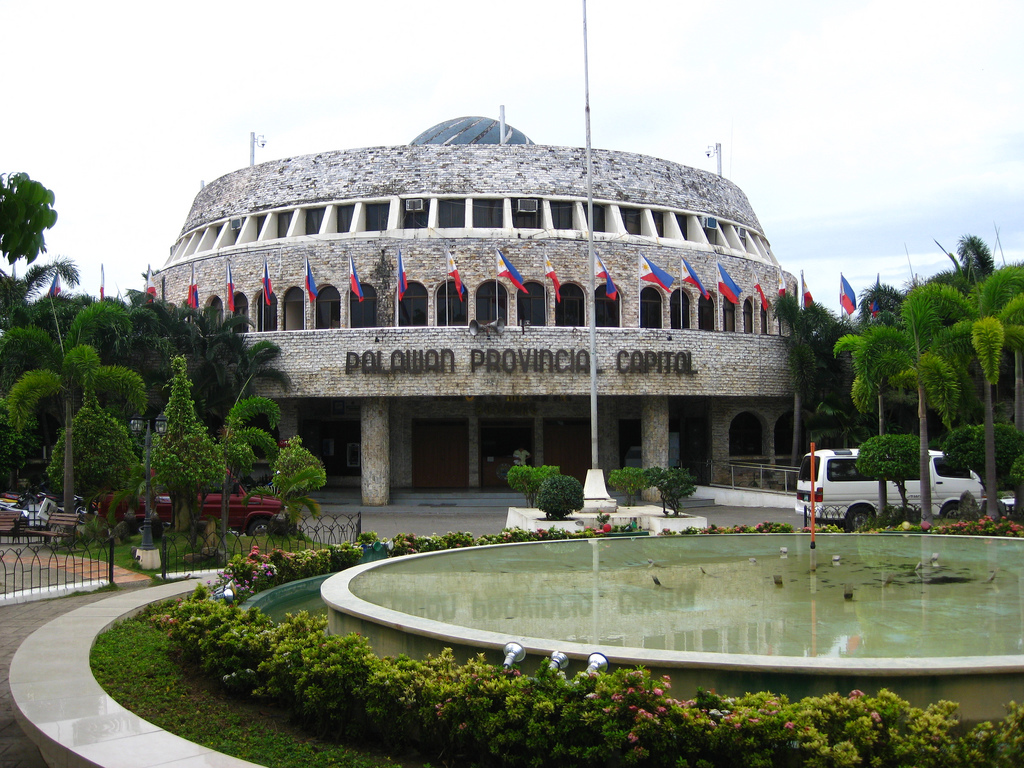
O Capitólio de Palawan.
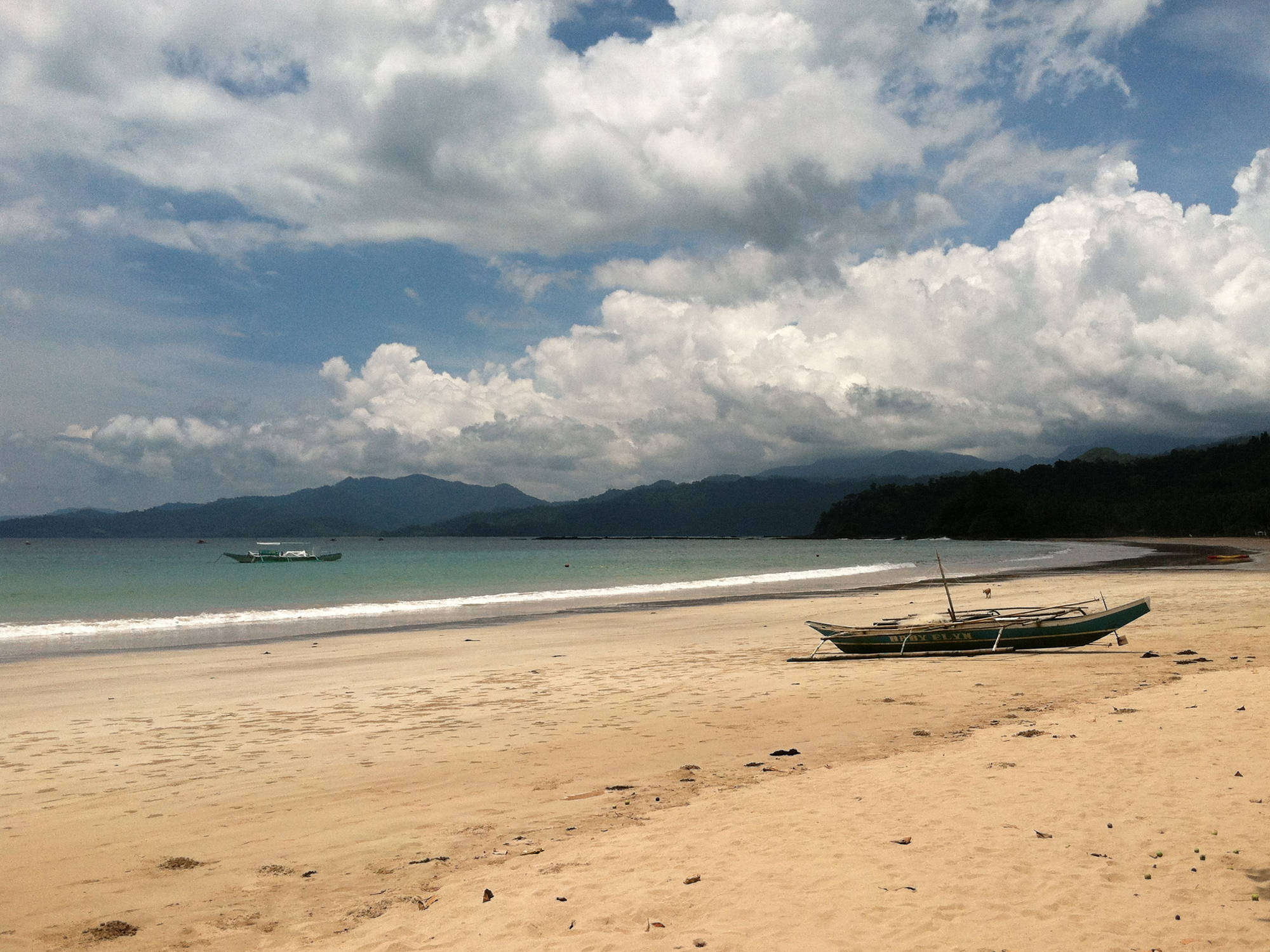
Praia de Sabang.
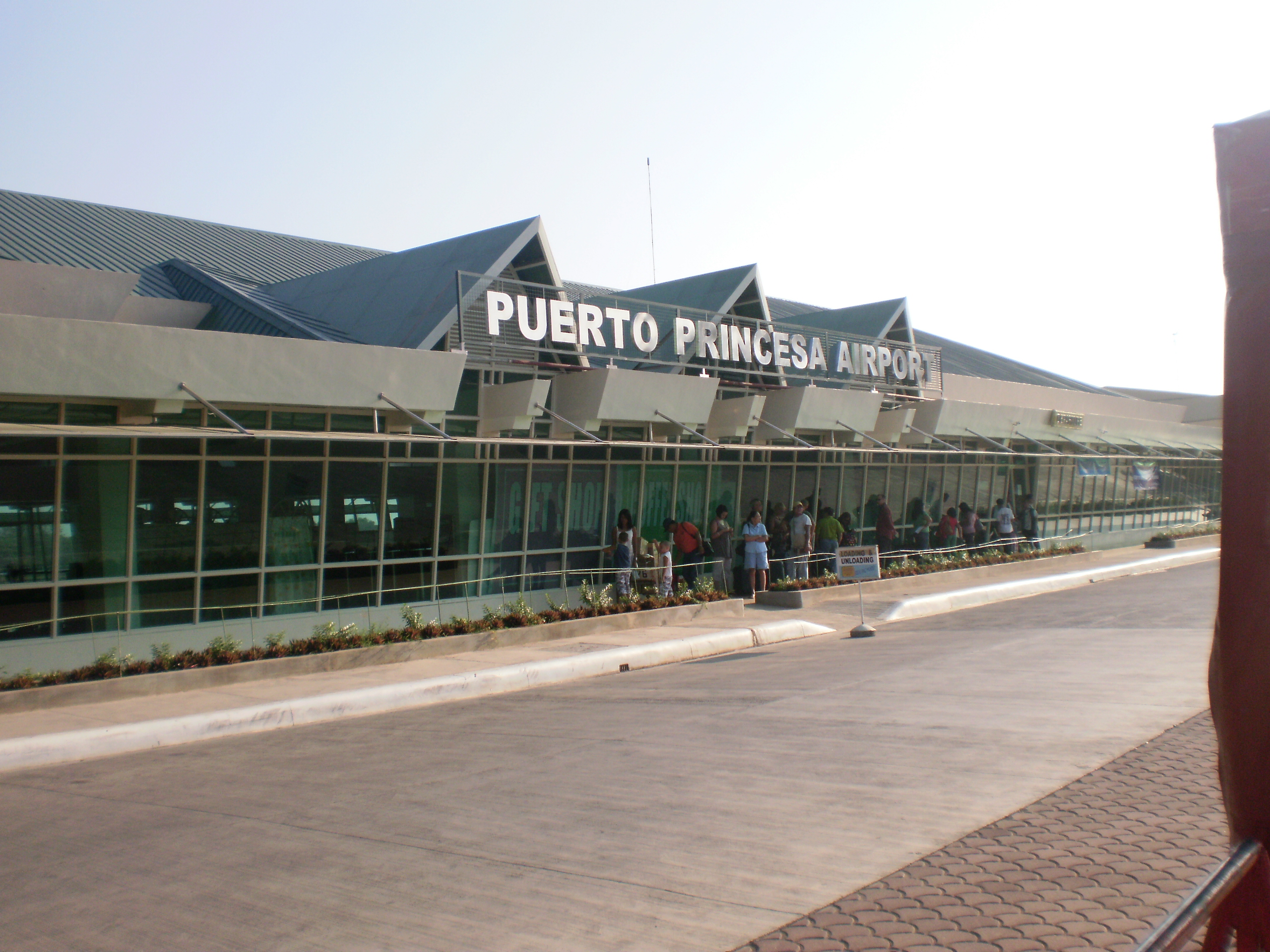
Aeroporto de Porto Princesa.

## Cidades-irmãs
- Jayapura, Indonésia
- Hsinchu, República da China
- Condado de Maui, Havaí, EUA